# Епархия Суботицы
Епархия Суботицы (лат. Dioecesis Suboticanus, серб. Суботичка бискупија) — католическая епархия с центром в Суботице (Воеводина, Сербия).

## История

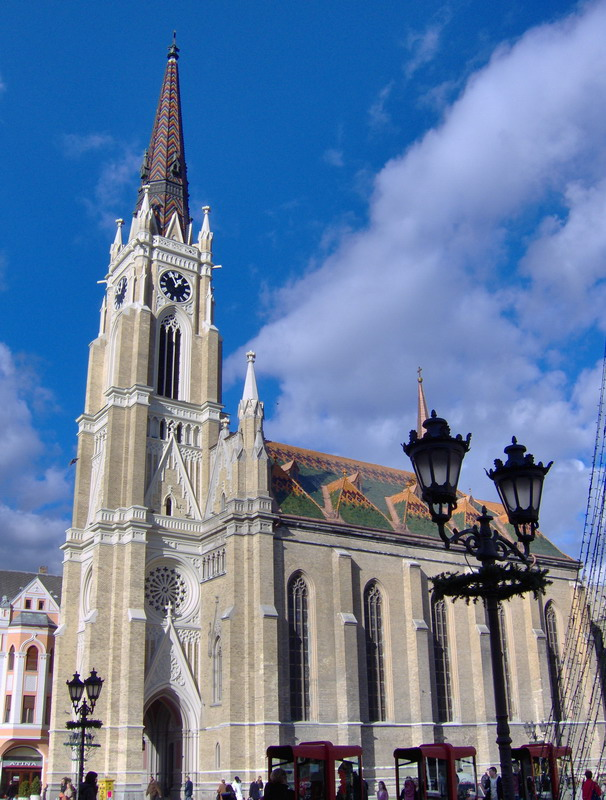
Церковь Святого Имени Марии в Нови-Саде

Исторически на территории Воеводины в целом и сербской части области Бачка в частности, проживало значительное количество людей католического вероисповедания, в основном принадлежавшие к национальным меньшинствам Воеводины — венграм, хорватам, словакам и немцам. Так в 1748 году в Суботице проживало 5290 католиков, в 1767 году — 7779 католиков, в 1783 — 11 600, а в 1791 году их было уже 19 786 человек. В 1773—1797 годах в Суботице построена католическая церковь святой Терезы Авильской.
В 1923 году была создана Апостольская администратура югославской Бачки. 25 января 1968 года апостольская администратура преобразована в полноценную епархию.

## Современное состояние
Епархия Суботицы — одна из пяти католических территориальных структур Сербии, является суффраганной по отношению к архиепархии Белград-Смедерево. Епархия объединяет приходы латинского обряда сербской части исторической области Бачка. Расположенные на территории епархии приходы византийского обряда подчиняются не ей, а епархии Руски-Крстура, как и все прочие грекокатолические приходы Сербии. Кафедральный собор епархии — Собор Святой Терезы Авильской. С 1989 года епархию возглавляет епископ Янош Пензеш. Основной контингент прихожан епархии — национальные меньшинства Воеводины, больше всего среди них венгров, затем следуют хорваты. Число прихожан немецкой и словацкой национальности в настоящее время невелико. При епархии действует католическая семинария, известная как «Паулинум» и Теологический институт с отделениями на венгерском и хорватском языках. На территории епархии действуют четыре мужских монастыря, в Суботице, Баче и Нови-Саде францисканские; а в Сомборе — кармелитский. В приходах епархии также служат монахини четырёх различных женских конгрегаций.
По данным на 2010 год епархия насчитывала 114 приходов, 113 священников, 14 монахов (из которых 11 — иеромонахи) и 64 монахини. Число католиков — 289 591 человек, что составляет 28,6 % общего населения епархии.
В 2025 году Епархия Суботицы награждена Сретенским орденом I степени.

## Ординарии епархии

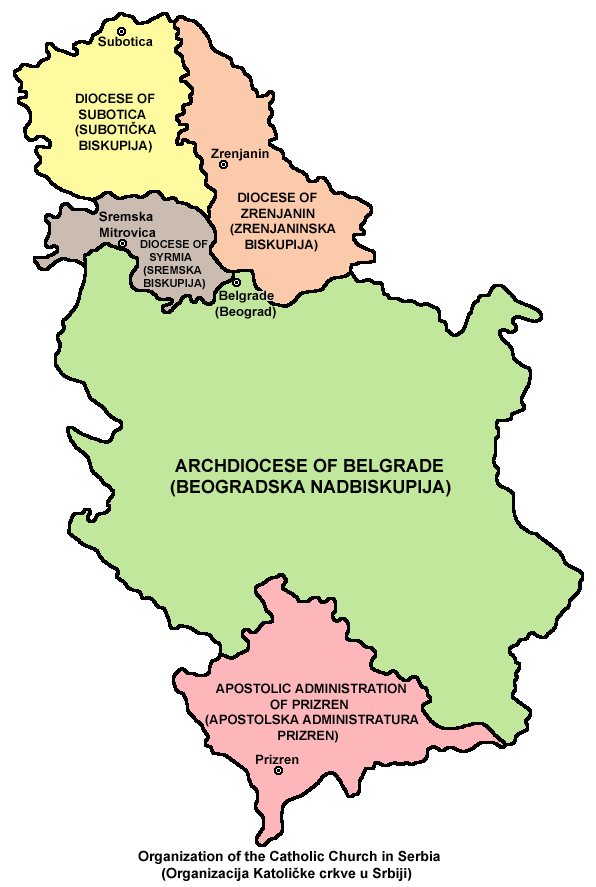
Католические епархии на территории Сербии. Епархия Суботицы отмечена жёлтым цветом

- епископ Матия Цвеканович (1968—1989).
- епископ Янош Пензеш (1989—2020).
- епископ Славко Вечерин (2020—2022).